# سدیم کلسیم ادتات
سدیم کلسیم ادتات(به انگلیسی: Sodium calcium edetate)، که با نام‌های ادتات کلسیم دی‌سدیم، سدیم کلسیم EDTA و دیگر نام‌ها نیز شناخته می‌شود، دارویی است که در وهله اول برای درمان مسمومیت با سرب، شامل مسمومیت کوتاه مدت و بلند مدت استفاده می‌شود. سدیم کلسیم ادتات در سال ۱۹۵۳ در ایالات متحده مورد استفاده پزشکی قرار گرفت.

## عامل کی‌لیت‌ساز
سدیم کلسیم اداتات در خانواده داروهای کی‌لیت کننده قرار دارد. این ماده یک نمک ادتات با دو اتم سدیم و یک کلسیم است. این ماده با اتصال به تعدادی از فلزات سنگین، آن‌ها را تقریباً بی اثر کرده و به آن‌ها اجازه می‌دهد به وسیله ادار از بدن خارج شوند.
ادتات دی‌سدیم فرمولاسیون متفاوتی است که اثرات یکسانی با این ماده ندارد.

### استفاده پزشکی
سدیم کلسیم اداتات عمدتاً برای درمان مسمومیت با سرب، و به عنوان جایگزینی برای سوکسیمر مورد استفاده قرار می‌گیرد. این دارو به صورت تزریق وریدی آهسته یا تزریق عضلانی تجویز می‌شود.
برای انسفالوپاتی سرب سدیم کلسیم ادتات به‌طور معمول همراه دی‌مرکاپرول استفاده می‌شود. همچنین ممکن است برای درمان مسمومیت با پلوتونیوم نیز استفاده شود. اما به نظر نمی رسد برای درمان مسمومیت با تترااتیل سرب مفید باشد.

### اثرات جانبی
عوارض جانبی شایع شامل درد در محل تزریق است. سایر عوارض جانبی ممکن است شامل مشکلات کلیوی، اسهال، تب، دردهای عضلانی و افت فشار خون باشد. به احتمال زیاد، فواید این دارو در صورت لزوم در هنگام بارداری، بیشتر از خطرات آن است.

## تاریخچه
سدیم کلسیم ادتات در سال ۱۹۵۳ در ایالات متحده مورد استفاده پزشکی قرار گرفت. این دارو در فهرست داروهای ضروری سازمان بهداشت جهانی قرار دارد.